# Eumocentrulus cesalpinae
Eumocentrulus cesalpinae är en insektsart som beskrevs av Boulard 1977. Eumocentrulus cesalpinae ingår i släktet Eumocentrulus och familjen hornstritar. Inga underarter finns listade i Catalogue of Life.